# 門田元忠
門田 元忠（もんでん もとただ）は、戦国時代から安土桃山時代にかけての武将。毛利氏の家臣。父は門田就顕。初名は「時広」。

## 生涯
毛利氏庶流の門田就顕の子として生まれる。
天正2年（1574年）3月25日に父・就顕が死去。兄の新太郎は早世しており、元忠がその後を継いだ。また、父・就顕の遺言により、弟の元貞に元忠の知行地から分与している。
その後、毛利輝元から暇を与えられて牢人となったが、嫡男の元実は後に少ない知行地で召し返されている。
没年は不明。